# Monstera siltepecana
Monstera siltepecana är en kallaväxtart som beskrevs av Eizi Matuda. Monstera siltepecana ingår i släktet Monstera och familjen kallaväxter. Inga underarter finns listade.